# 4344 Buxtehude
4344 Buxtehude је астероид главног астероидног појаса са средњом удаљеношћу од Сунца која износи 3,108 астрономских јединица (АЈ).
Апсолутна магнитуда астероида је 12,6.